# Pirelli Tyre
Pirelli Tyre (conosciuta fino al 2006 come Coordinamento Pneumatici S.p.A.) è un'azienda controllata al 100% da Pirelli & C. È la sesta azienda al mondo per fatturato nel settore degli pneumatici.

## Struttura

### Attività primaria
Pirelli Tyre fu fondata nel 1890 da Giovanni Battista Pirelli ma è stata costituita nel 1983 e così rinominata nel 2006 ed è attiva nella progettazione, sviluppo, produzione e commercializzazione di pneumatici destinati a vari tipi di veicoli: vetture, moto, biciclette, e fino a marzo 2017, autobus, autocarri, macchine agricole e macchine gommate per il movimento terra.
È focalizzata nei segmenti di gamma alta, caratterizzati da un alto contenuto tecnologico e da elevate performance prestazionali. Collaborando con le più importanti case automobilistiche e motociclistiche, ha raggiunto, per i propri pneumatici, oltre 800 omologazioni.
Nel maggio 2017, ritorna alla produzione di pneumatici per il ciclismo, con l'introduzione della nuova gamma di prodotti destinati alle competizioni su strada.
Pirelli Tyre realizzava anche prodotti affini agli pneumatici, i cavi in acciaio "Steelcord" impiegati nella struttura dei moderni pneumatici radiali. La controllante Pirelli & C. ha ceduto tale attività nel 2014 a Bekaert.

### Sistema MIRS e CCM
Di particolare interesse la tecnologia produttiva MIRS (Modular Integrated Robotized System), sviluppata dalla Pirelli in collaborazione con la società Comau, azienda italiana leader mondiale nel settore della robotica.
Il sistema MIRS consente di elevare l'efficienza del processo produttivo degli pneumatici, non solo aumentando la produttività, ma assicurando al contempo la massima uniformità del prodotto stesso (problema storico nella produzione in serie di pneumatici e materiali in gomma), oltre che la rapida adattabilità delle linee produttive a differenti gamme di pneumatici.
In particolare, il sistema MIRS riesce a garantire uniformità nei parametri di resistenza e durata all'interno del lotto di produzione, ma anche fra diversi lotti di uno stesso prodotto, grazie ad un preciso e costante controllo della composizione delle mescole.
Il sistema CCM (Continous Compound Mixing) consente di sostituire al tradizionale metodo di preparazione delle mescole – che avveniva per lotti in via discontinua – un innovativo processo in grado di produrre materiale (appunto mescole) in via continuativa, ossia senza interruzioni e fasi intermedie.

### Assetto azionario
La società nel giugno 2006, aveva ricevuto il via libera della Consob al deposito e alla pubblicazione del prospetto informativo in vista della quotazione alla Borsa di Milano. L'offerta globale prevedeva un numero massimo di 90 milioni di azioni che rappresentavano il 35,04% del capitale della società, che sarebbe salito al 38,94% in caso di integrale esercizio dell'opzione greenshoe. A causa delle condizioni non favorevoli del mercato, l'offerta è stata però ritirata. In seguito un gruppo di banche ha rilevato la quota di azioni che avrebbe dovuto essere oggetto dell'offerta pubblica di vendita.

## La gamma di prodotti

### Autovetture
I prodotti più noti del marchio sono gli pneumatici della gamma P Zero, adatti a vetture supersportive. P Zero ha rappresentato l'innovazione dello "pneumatico ribassato", importante evoluzione storica che ha permesso di elevare le prestazioni e la tenuta di strada delle auto sportive, in precedenza penalizzata dai normali pneumatici con spalla alta. A partire dal 2011, la gamma P Zero comprende anche gli pneumatici utilizzati in Formula 1.
I pneumatici della gamma Cinturato sono caratterizzati da una minore resistenza al rotolamento per ridurre le emissioni di CO2. Della famiglia Cinturato fanno parte diversi prodotti: la famiglia Cinturato P7 propone bassa resistenza al rotolamento, comfort di guida, alta resa chilometrica e buone prestazioni in frenata, pensati per vetture di segmento medio e berline. I Cinturato P1 sono pensati per per l'uso urbano. La famiglia Cinturato All Season rappresenta gli pneumatici quattro stagioni.
Gli pneumatici Scorpion sono pensati per SUV e crossover: la gamma Scorpion Verde ha un peso ridotto, bassa resistenza al rotolamento, consumi più bassi e minori emissioni di CO2; Scorpion Verde All Season è la variante quattro stagioni. Scorpion ATR e Scorpion All Terrain sono per guida fuori strada. Scorpion Winter è la versione invernale.
La gamma Sottozero è dedicata in maniera specifica alla stagione invernale, mentre quella Ice è progettata per condizioni di freddo estremo.
La gamma Carrier è per i veicoli commerciali leggeri.
Nel marzo 2017, al Salone dell'automobile di Ginevra, Pirelli ha presentato due novità per l'industria del pneumatico: l'edizione colorata degli pneumatici P Zero e Winter Sottozero, caratterizzata dal fianco colorato; Pirelli Connesso, una piattaforma integrata al pneumatico P Zero o Winter Sottozero che, grazie a un sensore fissato nell'incavo (ovvero sulla parete interna del pneumatico stesso) e collegato ad un'applicazione per smartphone, dialoga con l'automobilista, fornendo informazioni su alcuni parametri relativi al funzionamento della gomma.

### Moto
La gamma di prodotti Pirelli per il motociclismo è composta da Diablo (strada e pista) e Scorpion (strada e fuori strada).

### Ciclismo
La gamma di prodotti Pirelli per il ciclismo è composta da P Zero Velo (road racing) e Cycl-e (urban ed elettrico).

## Attività sportive

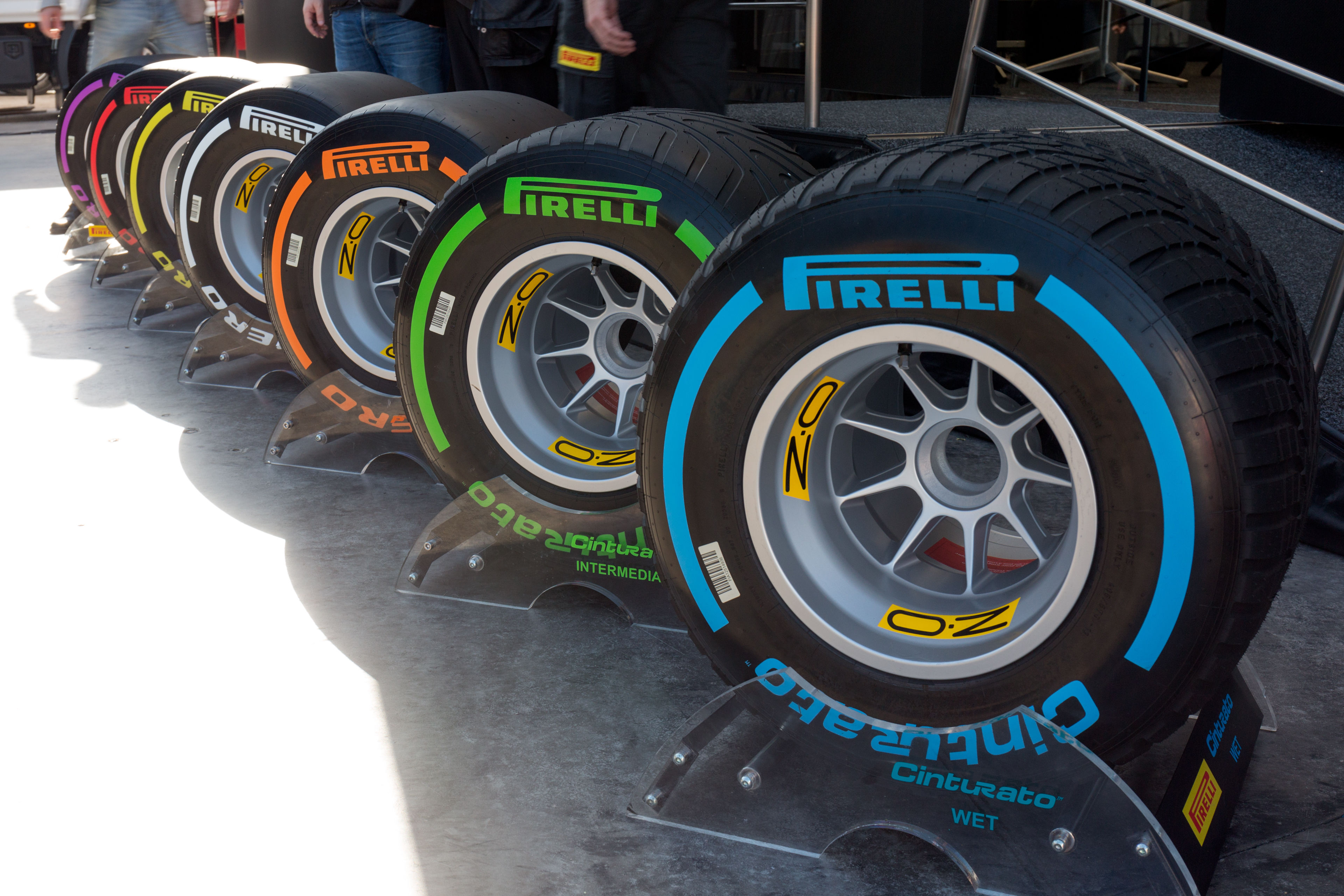
Le gomme fornite dalla Pirelli nel campionato mondiale di Formula 1 2017.

La Pirelli, a partire dalla stagione 2011 è diventato il fornitore unico della Formula 1 e delle serie minori F2 e F3 con un contratto di tre anni, poi esteso con ulteriori rinnovi fino al 2027. Nel 2012 mette in piedi un vero e proprio test team indipendente dalle squadre del campionato.
Allo stesso tempo la casa chiude l'esperienza del Campionato mondiale rally nel 2010, per poi tornarvi nel 2014, e nel 2021 acquisisce il monopolio nella classe regina. Inoltre fornisce, sempre in regime monogomma, i campionati motociclistici basati su moto costruite in serie (il mondiale Superbike, il campionato mondiale Supersport, la Superstock 1000 FIM Cup e il Campionato europeo Superstock 600).